# مسعود ميرزا ظل السلطان
مسعود ميرزا ظل سلطان (الفارسية: مسعود میرزا ظل‌السلطان) (5 كانون الثاني 1850 في تبريز - 2 تموز 1918 في أصفهان)، كان أميرًا إيرانيًا من سلالة القاجار؛ كان يُعرف باسم "يمين الدولة". كان حاكمًا لأصفهان لمدة تزيد عن 35 عامًا، وحاكمًا لمازندران وفارس وأصفهان لمدة إجمالية بلغت 40 عامًا.

## الحياة المبكرة
كان الابن الأكبر لناصر الدين شاه وعفت الدولة، وشقيق كامران ميرزا نائب السلطنة ومظفر الدين ميرزا (الذي أصبح في النهاية مظفر الدين شاه)، لكن مسعود ميرزا لم يتمكن من اعتلاء العرش لأن والدته لم تكن من السلالة القاجارية. وفي سن الثالثة عشرة عُين حاكمًا على مازندران وتركمان صحرا وسمنان ودامغان لمدة أربع سنوات.

## الحياة اللاحقة

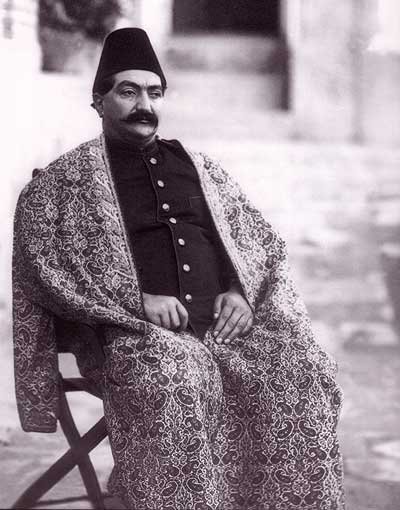
مسعود ميرزا في عام 1890، التقطها إرنست هولتزر

كان حاكمًا لأصفهان من عام 1872 إلى عام 1907 وحاكمًا لفارس من عام 1907 إلى عام 1908. تُوفي مسعود ميرزا في أصفهان سنة 1918م. دُفن في مشهد. كان لديه 14 ابنًا و11 ابنة.[بحاجة لمصدر]

## العائلة
كان لدى ظل سلطان 14 ابنًا و 11 ابنة بما في ذلك:
- الأمير همايون ميرزا مسعود أمير عرفاء
- الأمير سلطان حسين ميرزا جلال الدولة[الإنجليزية]
- الأمير بيروز ميرزا مسعود
- الأمير بهرام ميرزا سردار مسعود (1885 – 24 مارس 1916)
- الأمير أكبر ميرزا صارم الدولة (1885 - 29 سبتمبر 1975)
- الأمير إسماعيل ميرزا معتمد دولة (1887–1968)

## الأوسمة
- الدرجة الثانية من وسام الأسد والشمس[الإنجليزية] الإيراني
- الدرجة الأولى من وسام الأسد والشمس[الإنجليزية] الإيراني
- ادرجة الثانية من نيشان الأقدس في إيران
- فارس وسام نجمة الهند[الإنجليزية]
- فارس وسام النسر الأسود البروسي
- فارس وسام النسر الأحمر البروسي
- فارس وسام النسر الأبيض الروسي
- الصليب الأكبر لوسام جوقة الشرف في فرنسا
- وسام الشرف الرفيع لتركيا

## فهرس
- سلطاني، شهلا (2006). أقاجان شازده. طهران: فرزان روز.(ردمك 964-321-255-6)رقم ISBN 964-321-255-6

## روابط خارجية
- سلسلة نسب أحفاد مسعود ميرزا زل سلطان، صفحات القاجار
- سجادة مصنوعة لزل سلطان